# Sphecotheres
Sphecotheres (vijgvogels) is een geslacht van zangvogels uit de familie Oriolidae (wielewalen en vijgvogels).

## Verspreiding en leefgebied
Vijgvogels komen voor in bosrijke gebieden in noordelijk en oostelijk Australië, Nieuw-Guinea en de Kleine Soenda-eilanden. 

## Taxonomie
De drie soorten lijken sterk op elkaar en zijn nauw verwant. In de jaren 1990 werden deze drie soorten nog beschouwd als één soort met verschillende ondersoorten: groene vijgvogel (S. viridis viridis, alleen op Timor), grijskraagvijgvogel (S. viridis vieilloti, in Australië en Nieuw-Guinea) en wetarvijgvogel (S. viridis hypoleucus, alleen op Wetar). Pas later werden de endemische soorten van de eilanden Timor en Wetar als aparte soorten afgesplitst.

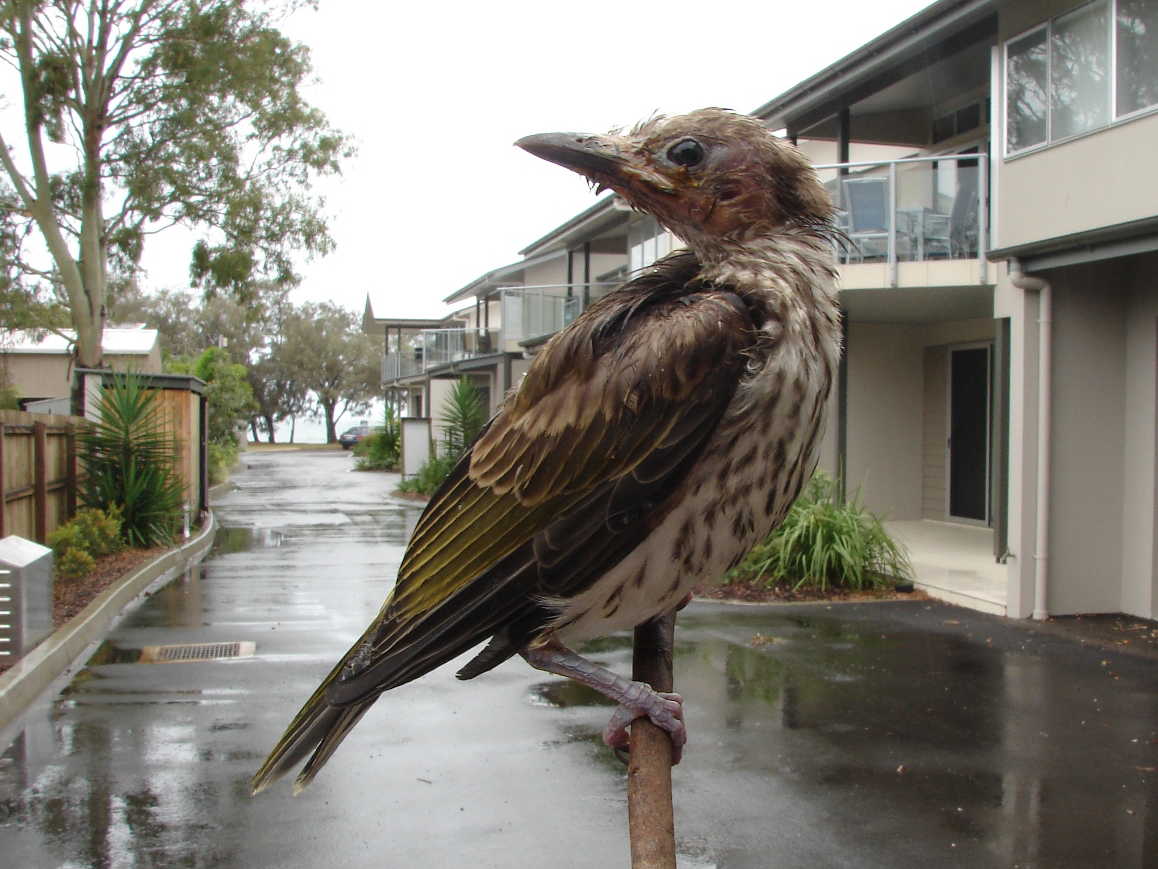
Onvolwassen grijskraagvijgvogel (Sphecotheres vieilloti) in buitenwijk van Brisbane.

## Soorten
Het geslacht kent de volgende soorten:
- Sphecotheres hypoleucus – Wetarvijgvogel
- Sphecotheres vieilloti – Grijskraagvijgvogel
- Sphecotheres viridis – Groene vijgvogel